# British Motor Corporation
La British Motor Corporation Ltd (sigla BMC) era una casa automobilistica inglese nata nel 1952 dalla fusione fra la Austin Motor Company ed il Gruppo Nuffield (a cui apparteneva il marchio Morris).
In realtà, sebbene Lord Nuffield fosse stato nominato presidente della neonata BMC, le redini del gruppo erano, di fatto, tenute da Leonard Lord, direttore dell'Austin. Di conseguenza tutte le posizioni fondamentali della società furono occupate da uomini Austin, solo il capo progettista, Alec Issigonis, proveniva dalla Morris.
Il nuovo gruppo, nato dall'idea (in sé valida) di creare una grossa azienda britannica capace di competere in Europa e negli Stati Uniti d'America, ebbe fin dall'inizio parecchi problemi organizzativi.
Su pressione dei concessionari, infatti, vennero tenute distinte non solo le gamme Austin e Morris, ma anche le reti di vendita, finendo per generare una forte concorrenza interna. Se la scelta di produrre modelli con vari marchi funzionava negli USA per la General Motors, in Gran Bretagna il contesto era molto diverso.
Il dualismo fra le due divisioni s'accentuò man mano che le dimensioni della BMC crescevano. Invece di creare un'unica solida azienda si era finito col crearne due in lotta fra loro e difficilmente gestibili.
La supremazia Austin, tuttavia, finì con l'imporsi. Tutte le vetture adottarono i motori Austin A-series, B-series e C-series (quest'ultimo, in realtà, prodotto dalla Morris), mentre la gamma prevedeva una precisa progressione di modelli:
- Morris Mini Minor (con motore A-series di 808 cm³)
- Austin A40 (con motore a-series di 948 cm³)
- Morris Oxford (con motore B-series di 1498 cm³)
- Austin A70 (con motore B-series di 1622 cm³)
- Morris Six (con motore C-series di 2639 cm³)
- Austin A125 (con motore C-series di 3995 cm³)

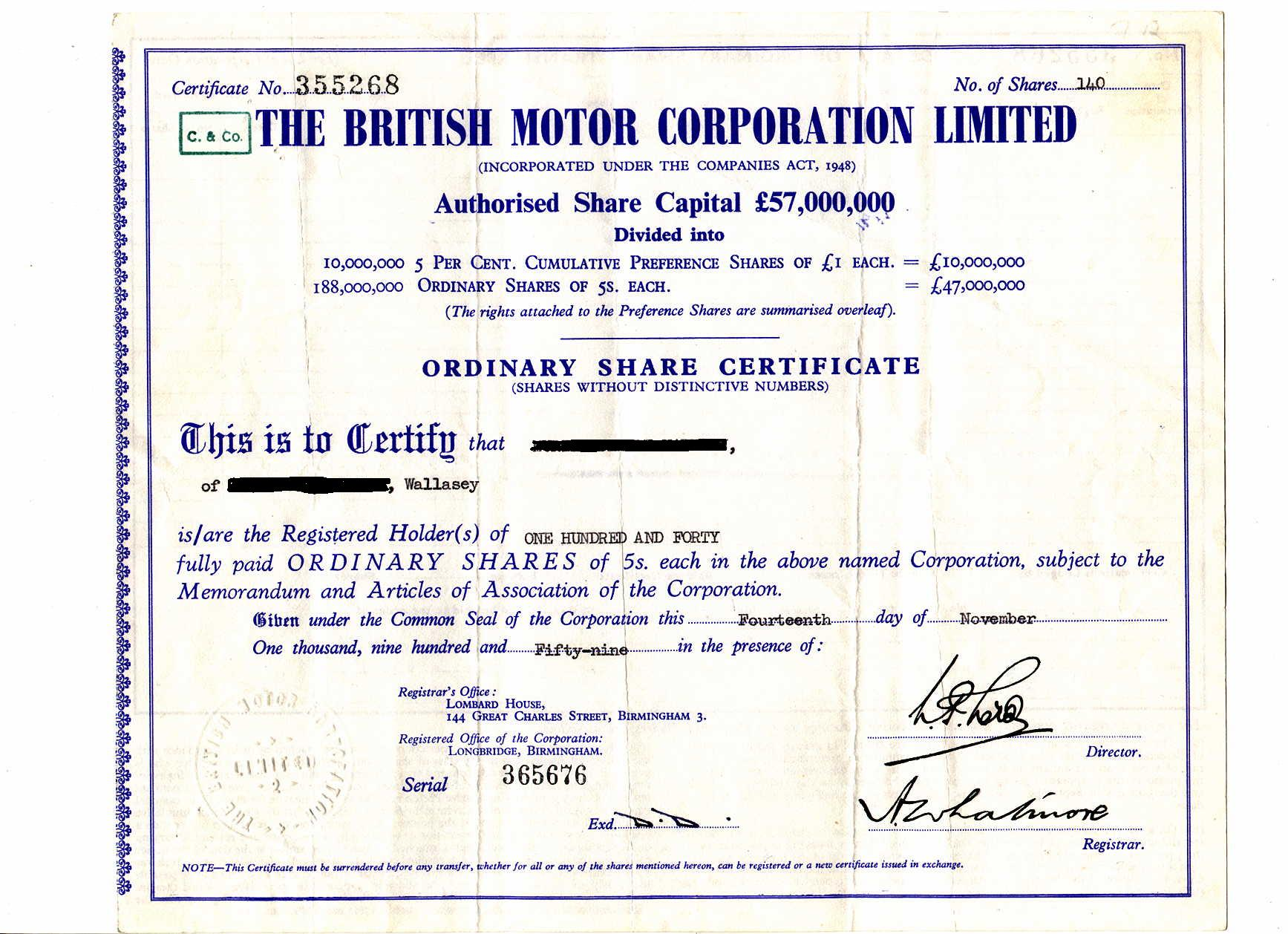
Vecchia azione BMC

Nel corso degli anni la differenziazione tra i marchi andò perdendosi e ogni modello veniva lanciato contemporaneamente con diversi marchi BMC (Austin, Morris, Riley, Vanden Plas e Wolseley), meccanica comune e piccole variazioni estetiche e nelle finiture.
Questo fu il caso anche della celebre Mini di Issigonis, della riuscita 1100/1300 e di tutti i modelli prodotti tra la fine degli anni cinquanta e gli anni settanta.
In questi anni la linea guida fu quella di sostituire i modelli classici a trazione posteriore con auto all'avanguardia a trazione anteriore. Il rinnovamento fu affidato al genio di Issigonis, ma non sempre le sue creazioni ebbero il successo della Mini o della 1100/1300. Molte (1800, 3 litre e Austin Maxi) furono sonori fiaschi, sia per le linee non apprezzate dalla clientela, sia per problemi di affidabilità.
Riuscito, invece, l'accordo (1953) con Donald Healey per la produzione con marchio Austin-Healey di vetture sportive con motore di derivazione Austin. Diede vita a modelli celebri come la 100, la Sprite e la 3000.
Un discorso differente riguardava la divisione MG, proveniente dalla Morris e produttrice, con discreto grado di autonomia, di modelli sportivi di successo come la MG A e la MG B.
Nel 1966 l'azienda, in piena crisi, si fuse con la Jaguar e la Pressed Steel Company per costituire la British Motor Holdings che, a sua volta, confluì nel 1968 nella British Leyland Motor Corporation Ltd.

## Modelli BMC

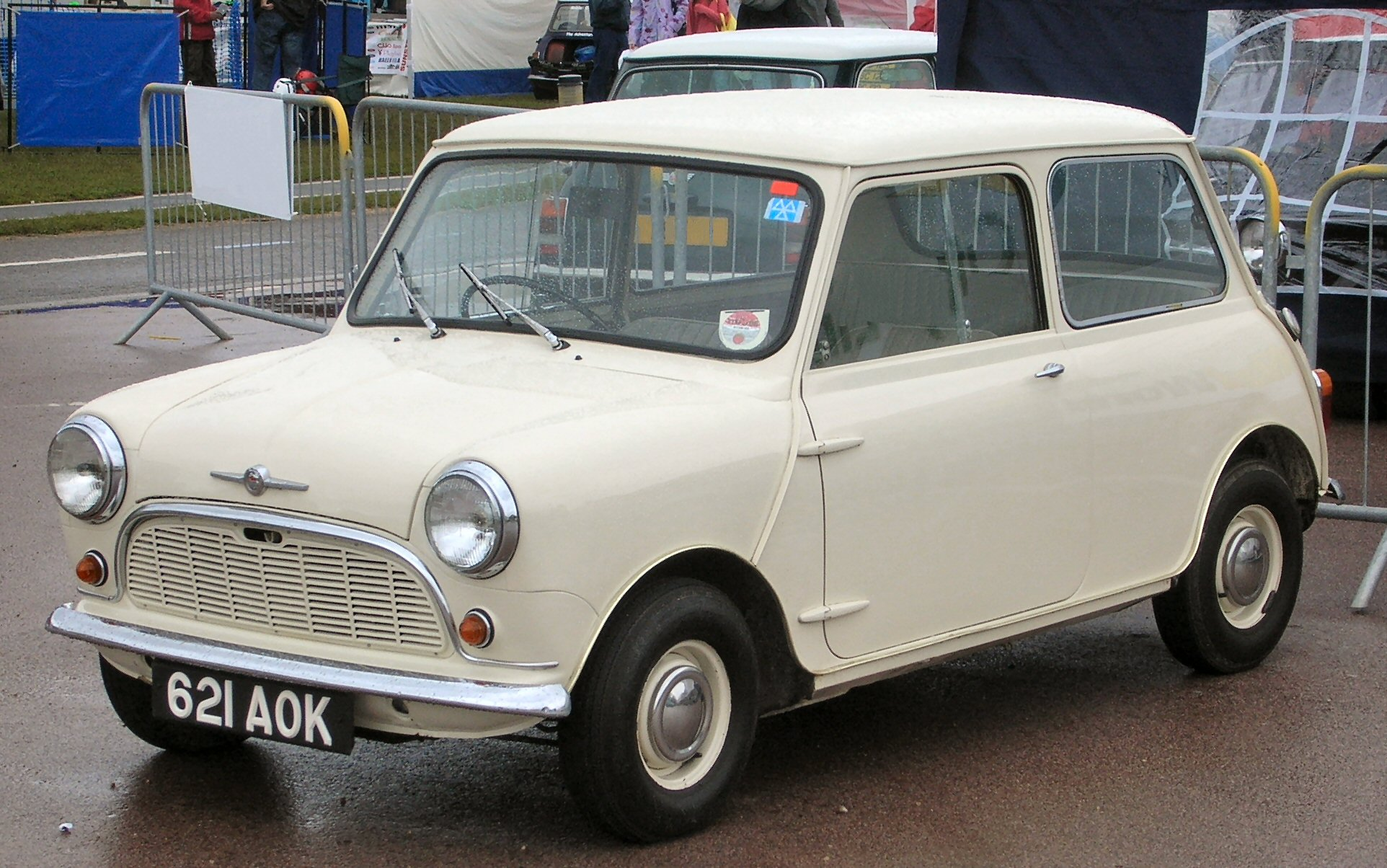
La Morris Mini-Minor, il più grande successo commerciale della BMC

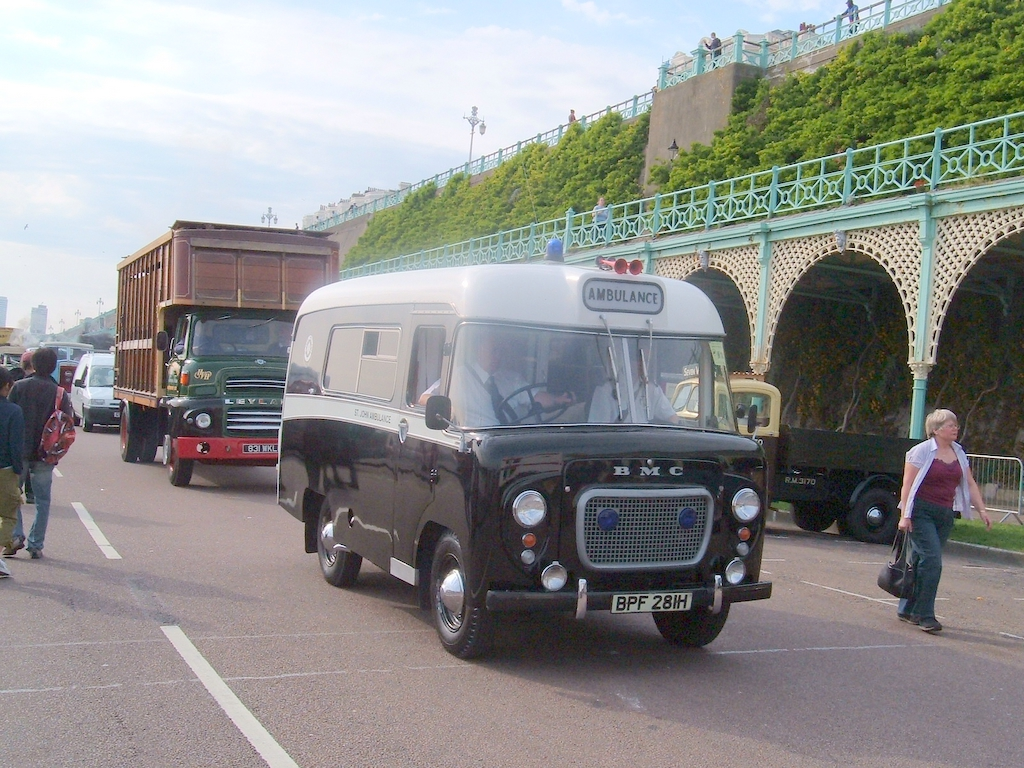
Ambulanza marchiata BMC

- Austin Seven / Morris Mini-Minor
- Wolseley Hornet
- Riley Elf
- A30
- A35
- Austin A40 Farina
- Austin 1100/1300 e Morris 1100
- Wolseley 1100/1300
- MG 1100/1300
- Riley Kestrel
- Vanden Plas Princess 1100/1300
- Austin A40 Cambridge
- Austin A50 Cambridge
- Austin A55 Cambridge
- Morris Oxford
- Wolseley 15/50
- Wolseley 15/60
- Riley 4/68
- Riley 4/72
- Morris Oxford Farina
- Wolseley 16/60
- Austin A60 Cambridge
- Austin 1800/Morris 1800
- Austin 1800/Wolseley 85
- Austin 1800/Riley 4/18
- Austin A99/A110 Westminster
- Austin 3 litre
- Vanden Plas Princess 3 litres
- Vanden Plas Princess 4 litres RR
- MG Midget
- MG A
- MG B
- Austin-Healey Sprite
- Austin-Healey 100
- Austin-Healey 3000

## Modelli prodotti dalla sussidiariaMorris Commercial
- Morris Commercial J-type
- Morris Commercial J4